# Vladimiro Montesinos
Vladimiro Montesinos, né le 20 mai 1945 à Arequipa, est un militaire et avocat péruvien. Il est un conseiller influent d’Alberto Fujimori, sous la présidence duquel il dirige les services de renseignements péruviens. En 2010, il est condamné à 25 ans de prison ferme, avec d'autres militaires du Grupo Colina (en), pour le massacre de Barrios Altos et la mort de Pedro Yauri.

## Biographie

### Origines
Né à Arequipa le 20 mai 1945, Vladimiro Ilich Montesinos Torres est le fils d’un ingénieur communiste. Son père l’a nommé ainsi en hommage au premier dirigeant de l’URSS, Vladimir Ilitch Lénine.

### Carrière professionnelle
Élève à l'école militaire de Chorrillos (Lima), Vladimiro Montesinos mène une carrière militaire. En 1966, il accède au grade de sous-lieutenant. Dans les années 1970, il est lieutenant et aide de camp du général Eduardo Mercado Jarrín, l’un des principaux chefs du gouvernement péruvien de gauche dirigé par le général Juan Velasco Alvarado.
En 1976, Montesinos suit un cours militaire à Washington, D.C.. Pendant son voyage, il délivre des documents secrets de l'armée péruvienne aux autorités américaines, volées dans les archives du général Mercado. Il reste par la suite un collaborateur actif de la CIA. Découvert par les services de renseignement, Montesinos est arrêté pour deux ans, non pour espionnage ou haute trahison, mais pour « voyage non autorisé » aux États-Unis.
Libéré en 1978, Vladimiro Montesinos effectue des études de droit à l’université de San Marcos. Il gagne rapidement une certaine célébrité comme avocat de narcotrafiquants et criminels, après s'être inscrit au barreau de Lima. Connu comme l'avocat de « barons de la cocaïne », il participe dans les années 1980 à des procès de grands narcotrafiquants.

### Conseiller d’Alberto Fujimori
En 1990, Vladimiro Montesinos connaît une nouvelle attention médiatique lorsqu’il devient « premier conseiller » du candidat présidentiel Alberto Fujimori. Après l’élection de Fujimori comme président du Pérou, il assume un rôle majeur en étant son « premier conseiller ».
Il favorise le projet de Fujimori pour se débarrasser du Congrès. Après la crise constitutionnelle d'avril 1992, il gagne encore en influence et se dresse en véritable chef des services de renseignement du Pérou, notamment du Servicio de Inteligencia Nacional (SIN). Il est parfois surnommé le « Raspoutine péruvien ».

### Poursuites judiciaires
En septembre 2000, la diffusion d’une cassette vidéo révèle une partie des activités obscures de Vladimiro Montesinos, qui doit fuir le pays, tout comme le président Fujimori. Parallèlement au procès de Vladimiro Montesinos, près de 200 personnes sont poursuivies en justice, accusées d’être associées aux réseaux fujimoristes.
Le durcissement des règles d'examen de la provenance des fonds à déposer en Suisse conjugué à des progrès dans l'entraide judiciaire obligent Montesinos à restituer au Pérou quelque 77 millions de dollars détournés.
Avec quarante-deux membres des forces armées, il est inculpé pour le meurtre de Pedro Yauri Bustamante, animateur de radio dans la ville de Huacho (Nord) enlevé le 24 juin 1992 par des membres du groupe paramilitaire Colina, formé à l’instigation de Vladimiro Montesinos.
Montesinos est condamnée en septembre 2006 à une peine de 29 ans de prison pour son implication directe de trafic d'armes d'assaut fournies aux rebelles colombiens des FARC .
Il est condamné en 2010 à neuf ans de prison pour des faits de trafic de drogue, blanchiment d'argent, enrichissement illicite, assassinats et tortures. 
L'ouverture en 2007 du procès d’Alberto Fujimori pour le massacre de Barrios Altos et de l’université de la Cantuta en 1991-1992 par le groupe Colina replace sous les feux de l'actualité Vladimiro Montesinos, qui aurait dirigé de fait cette opération selon ses détracteurs.
Le 25 août 2021, le nouveau président péruvien, Pedro Castillo, annonce que Montesinos a été transféré à la prison d'Ancon II pour purger le reste de sa peine,.
Le 31 janvier 2024, Montesinos est condamné à 19 ans de prison  pour les homicides, meurtres et disparitions forcées de six fermiers de Pativilca, dans la région de Lima en 1992.